# ZoneMinder
ZoneMinder é um sistema de circuito fechado de televisão open source, desenvolvido para sistemas operacionais Linux. Ele é liberado sob os termos da GNU General Public License (GPL).